# Интерферометр Рэлея

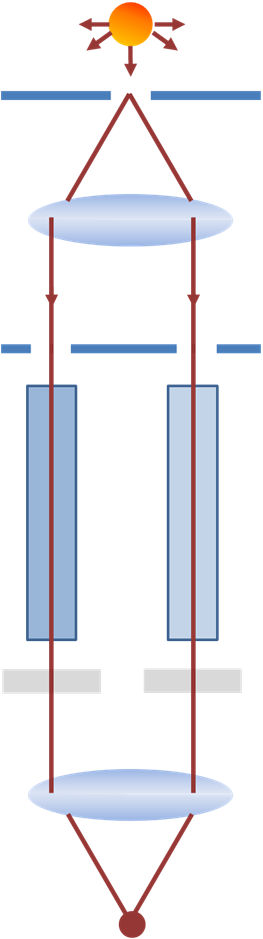
Схема интерферометра Рэлея

Интерферо́метр Рэле́я — однопроходной двулучевой интерферометр, разделяющий свет от источника на два потока, разница фаз между которыми создаётся пропусканием света сквозь две одинаковые кюветы, заполненные разными газами. Впервые был предложен лордом Рэлеем в 1886 году. Использовался для определения показателей преломления газов.

## Принципиальная схема
Свет от источника пропускается через линзу, создающую параллельный пучок, и апертуры, вырезающие из него два луча (плечи интерферометра). Каждый из лучей проходит сквозь собственную кювету с газом. На выходе схемы расположена линза, сводящая оба пучка вместе для получения интерференционных полос в её фокусе.
Для измерений в одно из плеч вносится компенсатор — например, стеклянная пластинка, с помощью поворота которой можно изменять оптическую длину пути луча в плече. Если показатель преломления в одном из плеч равен n, то второй неизвестный показатель преломления равен
{\displaystyle n'=n+{\frac {\lambda _{0}}{\ell }}\Delta m,}
где {\displaystyle \ell } — длина кюветы с газом, {\displaystyle \lambda _{0}} — длина волны источника света, {\displaystyle \Delta m} — порядок интерференции (количество пересекающихся в заданной точке интерференционных полос). При типичных параметрах установки — длине кювет в один метр, длине волны в 550 нм и порядке интерференции 1/40, — можно измерить разницу показателей преломления, равную 10−8. Чувствительность интерферометра определяется длиной кюветы. Её максимальная длина, как правило, определяется техническими возможностями контроля за температурой, так как тепловые флуктуации будут искажать показатели преломления газов.